# اعترافات (آلبوم آشر)
اعتراف‌ها (به انگلیسی: Confessions) آلبومی از هنرمند اهل ایالات متحده آمریکا آشر است که در سال ۲۰۰۴ میلادی منتشر شد.